# Platielstraat

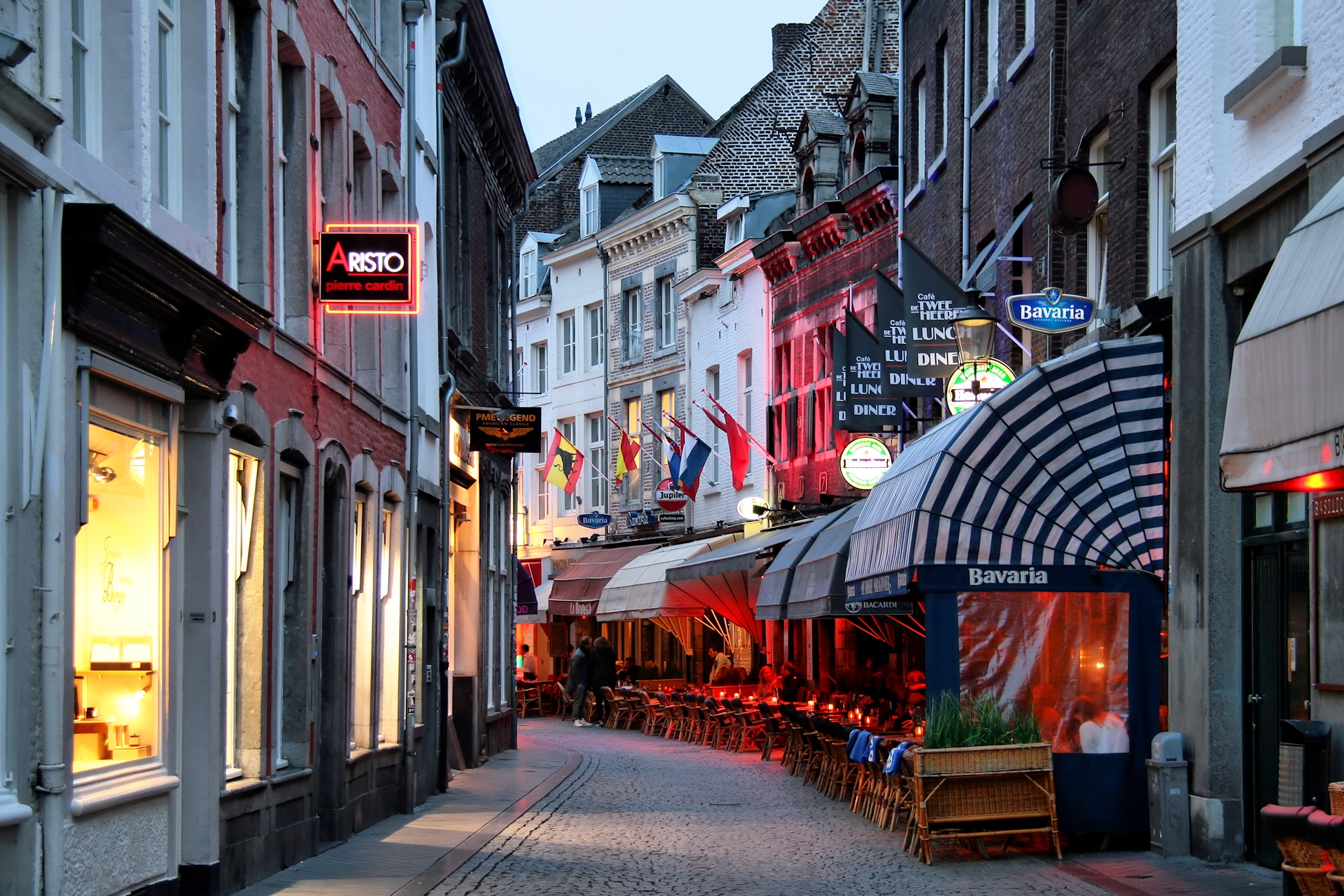
Platielstraat

De Platielstraat (Maastrichts: Pletielstraot) is een straat in de binnenstad van Maastricht. De straat vormt de verbinding tussen het Vrijthof en het Sint Amorsplein. De Platielstraat is bekend om haar levendige uitgaansleven. In de straat zijn diverse cafés gevestigd die dagelijks een breed publiek trekken. De noordzijde van de straat heeft voornamelijk een winkelfunctie.

## Geschiedenis
Op de hoek van de Platielstraat en het Vrijthof lag in de middeleeuwen het Sint-Servaasgasthuis met bijbehorende kapel. Het complex werd in 1821 gesloopt. Mogelijk lag op deze plek in de vroege middeleeuwen een koninklijke palts. Op de andere hoek met het Vrijthof ligt In den Ouden Vogelstruys, ook wel "de huiskamer van Maastricht" genoemd, in een pand uit 1730. Aan het andere uiteinde van de straat lag in de middeleeuwen de Sint-Amorskapel, een kerspelkapel toegewijd aan Sint-Amor, die hier een kluizenarij zou hebben bewoond.
Oorspronkelijk werd de straat aangeduid als vicus novus, nova platea of nuwe straet. Ter onderscheiding met de Nieuwstraat werd daaraan toegevoegd: retro sactum Amorem of by des gueden Sint Amors capelle (1436). In 1476 werd gesproken van de alde nieuwe stroet achter Sint Amoer. In 1524 werd voor het eerst de naam Platteelstraete gebruikt, naar het huis In den Platteel, wellicht van een plateelbakker.